# Touch of Evil
Touch of Evil (Sed de mal en Argentina y en España, Sombras del Mal en México) es una película estadounidense del año 1958 dirigida, escrita y protagonizada por Orson Welles. Para muchos críticos, este es el último gran filme del período clásico del cine negro estadounidense.
En 1993, la película fue considerada «cultural, histórica y estéticamente significativa» por la Biblioteca del Congreso de Estados Unidos y seleccionada para su conservación en el National Film Registry.

## Sinopsis

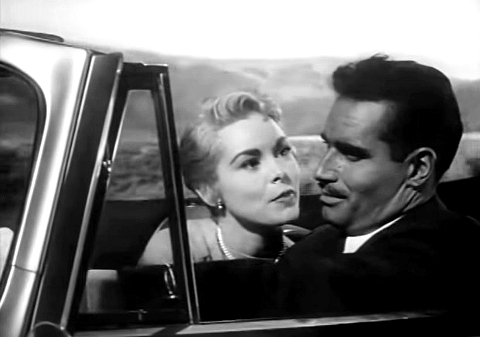
Janet Leigh y Charlton Heston en un fotograma del tráiler de la película

Mike Vargas (Charlton Heston) y Susan Vargas (Janet Leigh) son una pareja de recién casados formada por un policía mexicano y su mujer estadounidense que interrumpen su viaje de luna de miel después de presenciar en la frontera la explosión de un auto conducido por un mafioso de la droga. El caso lleva al policía Vargas a trabajar en la investigación junto a Hank Quinlan (Orson Welles); un corrupto jefe de la policía estadounidense, que no duda en fabricar pruebas falsas para acusar a un joven que él cree culpable de colocar la bomba. Vargas sabe que las pruebas no son reales e inicia su propia investigación, y descubre que Quinlan y unos mafiosos fronterizos están directamente relacionados con el asesinato.
Susan cae en las manos del grupo de mafiosos fronterizos. La mujer es drogada y usada para desprestigiar al correcto Vargas, con el fin de que este desista de su investigación. Vargas inicia una carrera contra el tiempo en la que acumula las pruebas suficientes para desenmascarar las tretas del jefe Quinlan y así salvar a su esposa. Al final, Tanya (Marlene Dietrich) una misteriosa y enigmática gitana que en el pasado tuvo una relación con Hank Quinlan, presagia el triste y fatídico final de este.

## Reparto
- Charlton Heston - Ramon Miguel Vargas
- Janet Leigh - Susan Vargas
- Orson Welles - Comisario de policía Hank Quinlan
- Joseph Calleia - Pete Menzies
- Akim Tamiroff - Tío Joe Grandi
- Joanna Cook Moore - Marcia Linnekar
- Marlene Dietrich - Tanya
- Ray Collins - El fiscal de distrito de Adair
- Mort Mills - Al Schwartz
- Dennis Weaver - Encargado Nocturno del Hotel

## Detalles de la película
Touch of Evil significó el regreso de Welles a la producción en Estados Unidos, después de haber rodado dos filmes fuera de su país natal, Otelo (1952) y Mister Arkadin (1955).
El proyecto llegó a manos de Welles en una época en que este no gozaba de buena fama entre los productores de Hollywood, ya que muchos lo consideraban un director difícil que no era capaz de cumplir con un plan de trabajo. Fue el actor Charlton Heston quien logró imponer a Welles (debido a una confusión) y con total libertad creativa. Welles reescribió el guion, basado en una novela publicada en 1956 por Whit Masterson, e inició el rodaje al poco tiempo en Venice (California).
La película fue rodada en un riguroso blanco y negro por el director de fotografía Russell Metty, donde el uso de la luz fuerte y los altos contrastes entre sombras y zonas iluminadas ayudan a crear la densa atmósfera del filme.
El largo plano secuencia de 3 minutos con el que inicia la película tardó 15 días en llevarse a cabo y se transformó en un plano mítico dentro de la historia del cine.

## Ediciones de la película
Después de terminado el rodaje, los productores vieron el material y se extrañaron del camino tomado por el director. Consideraron que la película era demasiado confusa, por lo que la reeditaron e incluso rodaron escenas adicionales (con un director diferente) a espaldas de Orson Welles, que por aquel entonces se encontraba en España tratando de cumplir su sueño de rodar una adaptación de El Quijote. Ese primer montaje concebido por los productores fue estrenado en el año 1958 y significó un enorme fracaso comercial y de crítica.
A su regreso a Los Ángeles, Welles lamentó la decisión de los productores e insistió en que, para que la obra pudiese considerarse suya, se debían seguir una serie de indicaciones para realizar un nuevo montaje del filme. Las indicaciones para ello fueron plasmadas por Welles en un extenso documento de 58 páginas que dirigió a la Universal, compañía productora de la película. Este documento (que se creía perdido y del que por fortuna Charlton Heston guardaba una copia), sirvió de base para realizar en 1997 una nueva versión restaurada de Touch of Evil, la misma que fue estrenada en cines en 1998 y en DVD en el año 2000, 15 años después de la muerte de Welles.